# Jiang Yuyuan
Dans ce nom chinois, le nom de famille, Jiang, précède le nom personnel.
Jiang Yuyuan (née le 1er novembre 1991 à Liuzhou, dans la région autonome du Guangxi en Chine) est une gymnaste chinoise.

## Biographie
Aux Jeux olympiques d'été de 2008, en gymnastique artistique, Jiang Yuyuan a remporté,  du concours général par équipes, en compagnie de Cheng Fei, Yang Yilin, Deng Linlin, He Kexin et Li Shanshan.

## Palmarès

### Jeux olympiques
- Pékin 2008
  -  Médaille d'or par équipes
  - 6e au concours général individuel
  - 4e au Sol

### Championnats du monde
- Rotterdam 2010
  -  médaille d'argent au concours général individuel
  -  médaille de bronze au concours par équipes

- Stuttgart 2007
  -  Médaille d'argent par équipes
  - 4e au Sol